# Weigendorf
Weigendorf település Németországban, azon belül Bajorországban. Lakosainak száma 1272 fő (2023. december 31.).

## Népesség
A település népessége az elmúlt években az alábbi módon változott:
| Lakosok száma | 815  | 1465 | 1195 | 1125 | 1231 | 1218 | 1233 | 1220 | 1210 | 1272 |
|               | 1875 | 1950 | 1975 | 1987 | 2012 | 2014 | 2016 | 2017 | 2021 | 2023 |